# Ruimte (literair tijdschrift)
Ruimte was een literair tijdschrift uit Antwerpen, uitgegeven in 1920 en 1921. 
Ruimte ontstond in 1920 op initiatief van Eugeen De Bock, die kort daarvoor uitgeverij De Sikkel had opgericht. Het was het leidende tijdschrift van het humanitair expressionisme en zette zich af tegen het tijdschrift Van Nu en Straks. De kritiek op Van Nu en Straks had vooral betrekking op de verheven woordkunst, de praktisch asociale en apolitieke houding in de literatuur en op een aantal van de individualistische, 'decadente' uitingen van bijvoorbeeld Karel van de Woestijne en Herman Teirlinck. 
In tijden van een 'historische ontwikkeling' van een 'steeds zich zelf realiserende tegenstelling individu-gemeenschap' verwerpen de auteurs het 'anarchistisch-individualisme' en kiezen ze voor 'het moderne gemeenschapsleven'. Men wilde voorrang geven aan het ethische boven het esthetische, aan gemeenschapskunst boven individuele kunstwerken. Het avant-garde tijdschrift sympathiseert met alle 'kollektieve kultuurwaarden' zoals de arbeidersorganisatie, de politieke partij en de staat. 
Het tijdschrift vormt tevens het contactpunt en forum van een kring van jonge links-progressieve intellectuelen en kunstenaars – ook vooruitstrevende katholieken zijn welkom – waar dichters zoals Marnix Gijsen, Antoon Jacob, Victor Brunclair, Wies Moens, Gaston Burssens, Karel van den Oever, Paul van Ostaijen, uitgever Eugeen De Bock, en grafici zoals Paul Joostens, Jos Léonard, Jan-Frans Cantré, Prosper De Troyer, Jozef Peeters, Floris Jespers en Karel Maes elkaar leren kennen, inspireren en beïnvloeden.
Ruimte wilde, mede onder Duitse invloed (onder andere van Die weissen Blätter), bijdragen tot een nieuwe wereldorganisatie na de Eerste Wereldoorlog door middel van een op ethische, religieuze, sociale en politieke grondslagen berustende kunst. Het blad werd in 1921, na slechts twee jaargangen, opgeheven.